# Provincia di Verona (Lombardo-Veneto)
La provincia di Verona era una provincia del Regno Lombardo-Veneto, esistita dal 1816 al 1866.
Capoluogo era la città di Verona.

## Storia
La provincia fu creata nel 1816 all'atto della costituzione del Regno Lombardo-Veneto, succedendo al dipartimento dell'Adige di epoca napoleonica.

### Suddivisione amministrativa
La provincia era suddivisa in 13 distretti:
- distretto I di Verona
- distretto di II Villafranca
- distretto III di Isola della Sala
- distretto IV di Sanguinetto
- distretto V di Legnago
- distretto VI di Cologna
- distretto VII di Zevio
- distretto VIII di San Bonifacio
- distretto IX di Illasi
- distretto X di Badia Calavena
- distretto XI di San Pietro Incariano
- distretto XII di Caprino
- distretto XIII di Bardolino

### Passaggio al Regno d'Italia (1866)
Nel 1866, in seguito alla terza guerra d'indipendenza, il Veneto fu annesso al Regno d'Italia, lasciando invariata la perimetrazione delle province, ordinate secondo le disposizioni del Decreto Rattazzi emanato nel 1859 dal governo sabaudo. In precedenza, nel 1859 erano passati sotto la provincia di Verona anche i comuni di Peschiera e di Ponti, ma quest'ultimo dopo l'annessione all'Italia tornò sotto la provincia di Mantova.